# Euxoa protensa
Euxoa protensa är en fjärilsart som beskrevs av Barend J. Lempke 1962. Euxoa protensa ingår i släktet Euxoa och familjen nattflyn. Inga underarter finns listade i Catalogue of Life.